# Saint-Médard (Charente-Maritime)
Saint-Médard település Franciaországban, Charente-Maritime megyében. Lakosainak száma 90 fő (2022. január 1.). Saint-Médard Champagnac, Fontaines-d’Ozillac, Léoville, Mortiers, Ozillac és Saint-Germain-de-Vibrac községekkel határos.

## Népesség
A település népessége az elmúlt években az alábbi módon változott:
| Lakosok száma | 58   | 55   | 48   | 85   | 66   | 71   | 75   | 78   | 82   | 90   |
|               | 1968 | 1982 | 1990 | 2006 | 2013 | 2015 | 2017 | 2019 | 2020 | 2022 |